# Halomitra pileus
Espèce
Statut CITES
Halomitra pileus est une espèce de coraux appartenant à la famille des Fungiidae.